# Kolonits Ilona
Kolonits Ilona (Budapest, 1922. március 17. – Budapest, 2002. augusztus 2.) Balázs Béla-díjas (1963) magyar dokumentumfilm-rendező, Világ Igaza és a Bátorságért érdemjel elismerések kitüntetettje.

## Életpályája
Kolonits Ferenc és a Felvidéki származású Kolonits Ferencné (született: Holka Paulina) lányaként született Budapesten, nővérei Margit és Paola, öccse, Kolonits Ferenc volt.
Fiatal lány korában inspirálta a kortárs baloldali humanistákkal és értelmiségiekkel, többek között József Attilával való személyes ismeretsége. A költővel a Magyarországi Szociáldemokrata Pártban végzett közös tevékenységük is összekötötte, több megmozdulásban, találkozón is vettek együtt részt. József Attila hazaszeretetét magáénak vallotta és ennek kifejezéseképpen élete végén családját arra kérte, hogy temetésén József Attila A Dunánál című versét olvassák fel.
Humanista világnézetének kialakulására hatással volt szülei és testvérei önzetlen társadalmi elkötelezettsége is. Édesapját, Kolonits Ferencet mint a Magyarországi Szociáldemokrata Párt aktivistáját 1944-ben a buchenwaldi koncentrációs táborba hurcolták, ahol 1945-ben részt vett a tábor felszabadításában.
A második világháború alatt családjával éveken át menekítette a nyilas terror üldözöttjeit, a család vidéki házában és nővére belvárosi divat üzletében is rejtve őket.
A Magyarországi Szociáldemokrata Párt önkéntesként vett részt a budapesti gettó gyerekeinek mentésében. Az akkor 22 éves Kolonits Ilona több mint negyven gyereket mentett meg a haláltáborokba való deportálástól, kihozva őket a budapesti gettóból. Innen származott életre szóló barátsága az akkor fiatal lányként a holokauszt következtében megárvult Garai Erzsébettel, a későbbi filmesztétával, a Magyar Nemzeti Digitális Archívum és Filmintézet igazgatójával és a Filmkultúra főszerkesztőjével, akit a Kolonits család életre szólóan befogadott.
A háború alatt életmentő tevékenysége részeként összekötő hírvivő feladatokat is vállalt. Így történt meg, hogy családjától elszakadva Budán rekedt, amikor Budapest ostroma alatt a Duna két pártja között megszűnt a kapcsolat. Hetekig éhezett, nem tudva, túléli-e. Családjának búcsúlevet írt, melyben szeretetéről biztosította őket.
2007. december 10-én édesanyjával, Kolonits Ferencné Holka Paolinával és nővéreivel, Margittal és Paolával együtt posztumusz a Világ Igaza kitüntetést kapta a második világháborúban a holokauszt üldözötteinek nyújtott életmentő tevékenysége elismeréseként.
A Budapesti Színház- és Filmművészeti Főiskolán (ma Színház- és Filmművészeti Egyetem) tanult, majd több magyar filmrendezővel és filmtörténésszel együtt aspiránsként fejezte be a moszkvai Filmművészeti Főiskolát (VGIK) 1950–1955 között. Grigorij Alekszandrov volt a tudományos vezetője. Tanulmányai nemzetközi rálátással gazdagították látókörét, ihletést merített kortárs orosz értelmiségiek, filmrendezők és írók szellemiségéből és műveikből. Többek között az ismert filmrendezővel, Grigorij Csuhrajjal és Elena Kaplinskaya írónővel, filmdramaturggal és családjukkal kötött barátságot.
A filmtudományok kandidátusa, Garai Erzsébettel és Bíró Yvettel együtt az első három magyar filmművészet terén doktorált kandidátusnő egyike. 1951-től 1989-ig a Mafilmnél, majd a Híradó- és Dokumentumfilmgyárban filmrendezőként dolgozott. Mészáros Mártával és Katkics Ilonával együtt az első magyar női filmrendezők között volt.
Az első magyar női híradóriporter, a Magyar Újságírók Országos Szövetsége és a Fészek Művészklub tagja.

## Munkássága
Munkásságában következetesen kitartott a híradó- és dokumentumfilm mellett. Több mint 500 filmriportot készített világszerte és több mint 100 dokumentum, ismeretterjesztő és sportfilmet rendezett, amelyek közül 17 nemzetközi elismerést és 6 magyar fesztiváldíjat kapott.
Dokumentum filmrendezői elhivatottsággal, bátran, odaadással dolgozott. Számos alkalommal forgatott a Közel- és Távol-Keleten. Fegyveres konfliktusokban gyakran életét is kockáztatta, hogy a híranyagokat a magyar és a nemzetközi közönségnek elhozza. Filmjei életképeket, hangulatokat nyújtottak a nézőknek, a nagy történelmi események mellett a mindennapokról, egyszerű emberek életéről is, kisebbségekről, nőkről és gyerekekről készültek. Egyik kiemelkedő műve az Eroica (1975), mely dialógus nélkül, a Beethoven: 3. szimfóniájának dallamához igazított vágással mutatja be a vietnámi háború következményeit a vietnámi nők és gyerekek életére.
Magyarországon és nemzetközileg is legismertebb és legszélesebben vitatott filmje az 1956-os forradalomról szóló Így történt (1957). A film anyagának nagy részét saját kezűleg forgatta a harcok közepette mert hazafias kötelességének érezte hogy magyar részről is, a BBC es egyéb külföldi forgatócsoportoktól függetlenül dokumentálja a történteket. Kérése ellenére a forgatáshoz támogatást se kollégáitól, se a Dokumentumfilmgyár vezetőségétől és végül a felelős minisztériumhoz fordulva sem kapott. Így saját felelősségére, maga által gépelt és aláírt elismervénnyel kölcsönzött ki egy kamerát a Dokumentumfilmgyárból, amit egyedül vitt egy bőröndben és pinceablakok fedezékéből készítette felvételeit. A filmet már a történtek után, a kor ideológiáját követve vágta össze, így az a Kádár-korszak egyik ismert történelmi dokumentuma lett.
Szerette a filmverset, a lírai kép-hangulatot, de mindenekelőtt a képi ábrázolás híve volt. Kedvenc témái a sport és a művészetek voltak: Kovács Margitról készítette a "Köszöntöm az agyagot" (1976) dokumentum filmet és az 1979-ben készült Ovis Olimpia című filmje elnyerte a Nemzetközi Olimpiai Bizottság nagydíját.
Filmjei operatőrei között volt Hildebrand István, több filmjének forgatókönyvírója Gere Mara filmdramaturg volt, többek között az Eroica-nak is.
Munkássága elismeréseként számos magas szintű magyar és nemzetközi díjat, kitüntetést kapott, halálakor a MAFILM saját halottjának vallotta.
Filmjeinek (nem teljes) listája:
- Nekik béke kell, 1952
- Mátyásföldön, 1953
- Budapest 1953
- Budapesti Helyiipari Vásár, 1955
- Utazás Szabolcsban, 1955
- Születésnap, 1955
- Sajóparti történet, 1955
- Hat fiú, hat busz, 1956
- Műsorváltozás, 1957
- Így történt, 1957
- Beszélő gyümölcsök, 1957
- A nagyvilágon e kívül, 1957
- Szabad?, 1958
- Bécsben találkoztunk, 1959
- Az utolsó felvonás, 1959
- Hidak, partok, emberek, 1960
- Történelmi lecke fiúknak, 1960
- Áprilisi köszöntő, 1960
- Gyermekévek nyomában (1961)
- Két város, 1972
- Önfeledten, 1972
- Piros Arany, 1973
- Eroica, 1975
- Köszöntöm az agyagot, 1976
- Vörös jelek a hadak utján
- Ovis olimpia, 1979
- Laosz lányai (1984)
- Negyedik találkozás (1985)
- A lovakat szeretik, ugye? 1988[9]

## Magánélete
Életét szüleivel, illetve édesapja halála után édesanyjával kettesben élte le, teljes egészében hivatásának, hazájának, családjának, testvérei gyermekeinek és unokáinak szentelve magát. Érdeklődése kiterjedt a kortárs magyar és nemzetközi irodalom és tudomány fejleményeire. Mindenkihez kedves, jószívű ember volt, szerényen élt, filmjei honoráriumai nagy részéből névtelenül adakozott háborús árvak javára. Hamvai szülei mellett a Farkasréti temető panteonjában nyugszanak.

## Díjai és kitüntetései
- Balázs Béla-díj (1963)
- SZOT-díj (1965)
- Érdemes művész (1973)
- Mafilm (1972)
- Kiváló művész (1980)
- X. Budapesti Sportfilm Fesztivál Nagydíja
- Párizs, Moszkva, Oberhausen, Cortina d’Ampezzo, Mexikóváros, Budapest és Miskolc filmfesztiváljain kapott díjakat.[8]
- 2007. december 10-én édesanyjával és testvéreivel együtt posztumusz a Világ Igaza kitüntetést kapta.